# Fontenay-sur-Mer
Fontenay-sur-Mer é uma comuna francesa na região administrativa da Normandia, no departamento Mancha. Estende-se por uma área de 8,09 km². Em 2010 a comuna tinha 178 habitantes (densidade: 22 hab./km²).